# Rooikat
Rooikat (рус. «Каракал», транс. Ройкат) — южноафриканская боевая разведывательная машина, часто классифицируемая также как истребитель танков. Принята на вооружение Южно-Африканских национальных сил обороны в 1990 году.

## История создания и производства
Разработка «Ройкат» была начата в 1976 году для замены устаревшей БРМ Eland 90. Серийное производство началось в 1989 году. Всего было построено около 240 единиц Ройкат.
В 1994 году была разработана версия Ройкат с нарезной 105-мм пушкой Denel GT7. По состоянию на 2012 год бронеавтомобили Ройкат не экспортируются.

## Описание конструкции

### Вооружение
БРМ Rooikat вооружена нарезной 76-мм пушкой с длиной ствола 62 калибра. Пушка стабилизирована в двух плоскостях и оснащена лазерным дальномером. Скорострельность составляет 6 выстрелов/минуту. Система ночного видения позволяет вести прицельный огонь ночью на расстоянии до 2000 метров.
Орудие имеет эффективную дальность стрельбы БОПС до 3000 метров и позволяет поражать танки M48, T-54, T-55 и Т-62 на расстоянии до 1500 метров в любой проекции.

### Защищённость
Броня обеспечивает круговую защиту от 7,62-мм пуль и осколков снарядов. Лобовая броня выдерживает попадания 23-мм бронебойных снарядов, выпущенных с близкой дистанции. Противоминная защита обеспечивает выживаемость экипажа при подрыве бронеавтомобиля на противотанковой мине ТМ-46.

### Подвижность
Бронеавтомобиль оснащён V-образным десятицилиндровым двигателем мощностью 563 л.с. и шестиступенчатой автоматической коробкой передач. Двигатель и трансмиссия смонтированы в моноблоке, что позволяет произвести их замену в полевых условиях в течение 60 минут.
Rooikat отличается очень хорошей подвижностью: развивает по шоссе до 120 км/ч и имеет запас хода 1000 км.

## Модификации
- Rooikat 76 — вооружён 76-мм нарезной пушкой Denel GT4[4]. Единственный серийно производимый образец.
- Rooikat 105 — вооружён 105-мм нарезной пушкой Denel GT7[6]
- Rooikat ZA-35 SPAA — вариант с установкой двух 35-мм зенитных пушек и РЛС
- Rooikat SAM — ЗРК, вооружённый УРПВ, предположительно используемый в связке с вариантом ZA-35 SPAA
- Rooikat 35/ZT-3 — носитель ПТУР ZT-3 Ingwe[англ.]
- Rooikat MTTD — вариант с АЗ и безлюдной башней, вооружен 105-мм нарезной пушкой Denel GT7. Построен в единичном экземпляре для демонстраций (MTTD - Medium Turret Technology Demonstrator)

## На вооружении
- ЮАР — 50 Rooikat 76 (+126 на хранении), по состоянию на 2016 год[7]